# El Gaucho
El Gaucho és una sèrie d'historietes de còmic, ambientades al continent americà, publicades per primer cop el 1991 fou la segona col·laboració del dibuixant Milo Manara amb el també historietista italià, Hugo Pratt, després d'Estiu indi (1983). La mort d'Hugo Pratt va estroncar la continuació de la sèrie. Es tracta d'una aventura històrica sobre els anys de les revoltes per la independència de les colònies americanes. La història està ben documentada i narra l'intent d'invasió de vaixells anglesos de la ciutat de Buenos Aires (1806).

## Ambientació i personatges
Milo Manara aconsegueix una gran plasticitat en les escenes marítimes i els paisatges nadius. És destacable el treball de documentació que s'aprecia en el detallisme de dibuixos d'uniformes i vaixells. Les escenes eròtiques no són abundants, i encara que moltes d'elles innecessàries, no tallen les trames.
El guió d'Hugo Pratt creua un episodi de revolta i ànsia de llibertat amb una història d'amor entre el soldat Tom Browne del 71è Regiment de caçadors escocesos i Molly Malone,una noia irlandesa obligada a prostituir-se en la corbeta Encounter, fondejada al Rio de la Plata, juntament amb la resta de l'expedició invasora.
Tom Browne és qui ens narra la història d'aquest dos personatges; però ho fa sota l'aparença d'un venerable vell indi,Paraun. Del seu record es van desgranant els conflictes racials i polítics per la llibertat de les colònies i els esclaus, malgrat que la invasió anglesa de la ciutat de Buenos Aires sigui el marc històric de referència.
Es tracta d'una història tràgica com la del destí de la majoria dels seus personatges. El Nou Món és una esperança que condueix a la llibertat, però també a la mort. El guió de Pratt és àgil i coherent. L'episodi històric no és un obstacle en el desig de Pratt de convertir la història en un cant a la llibertat.

## Publicacions
Publicacions on s'ha publicat el Personatge
| Publicació            | Any de Publicació | Editorial            | Als Numeros      | Notes                                                               |
| --------------------- | ----------------- | -------------------- | ---------------- | ------------------------------------------------------------------- |
| Cimoc Extra color     | 1981-             | Norma Editorial,S.A. | Diversos números |                                                                     |
| MANARA / MANARA COLOR | 1992-2011         | Norma Editorial,S.A. | 20               |                                                                     |
| COLECCIÓN MILO MANARA | 1999              | Editorial Bruguera   | 15 al 17         | Llibres en rústica amb l'interior en blanc i negra i tapes en color |